# Wahlen zum Senat der Vereinigten Staaten 2012
Die Senatswahlen in den Vereinigten Staaten 2012 fanden am Dienstag, den 6. November 2012, statt. Die Wahlen waren Teil der Wahlen in den Vereinigten Staaten 2012. Zur Wahl standen 33 der 100 Sitze im Senat. Davon wurden 21 Sitze bisher von Demokraten gehalten, dazu 2 Sitze von Unabhängigen, die zusammen mit den Demokraten einen Caucus bildeten. Im Gegensatz standen nur 10 Sitze zur Wahl, die von Republikanern gehalten wurden. Vor den Wahlen hatten die Demokraten eine Mehrheit von 51 Sitzen, hinzu kamen 2 Unabhängige. Die Republikaner verfügten über eine Minderheit von 47 Sitzen.
Zu Veränderungen nach der Wahl siehe auch Liste der Mitglieder des Senats im 113. Kongress der Vereinigten Staaten.

## Ergebnis
Bei den Wahlen konnten die Demokraten zwei Sitze hinzugewinnen, die Republikaner büßten zwei Sitze ein, während weiterhin zwei Unabhängige im Senat sitzen, die jedoch mit den Demokraten zusammenarbeiten. Die reguläre Amtszeit der gewählten Senatoren läuft vom 3. Januar 2013 bis zum 3. Januar 2019.
Die Wechsel:
- Indiana: von den Republikanern zu den Demokraten
- Massachusetts: von den Republikanern zu den Demokraten
- Connecticut: von „Unabhängige“ zu den Demokraten
- Maine: von den Republikanern zu „Unabhängige“
- Nebraska: von den Demokraten zu den Republikanern

## Übersicht
| Bundesstaat   | bisheriger Senator   | Kandidaten                                                                                  | Gewinner           |
| ------------- | -------------------- | ------------------------------------------------------------------------------------------- | ------------------ |
| Arizona       | Jon Kyl              | Jeff Flake (R) Richard Carmona (D) Ian Gilyeat (U)                                          | Jeff Flake         |
| Connecticut   | Joe Lieberman        | Chris Murphy (D) Linda McMahon (R) Paul Passarelli (U)                                      | Chris Murphy       |
| Delaware      | Tom Carper           | Tom Carper (D) Kevin Wade (R) Alex Pires (U)                                                | Tom Carper         |
| Florida       | Bill Nelson          | Bill Nelson (D) Connie Mack (R) Chris Borgia (U) Bill Gaylor (U)                            | Bill Nelson        |
| Hawaii        | Daniel Akaka         | Mazie Hirono (D) Linda Lingle (R) Heath Beasley (U)                                         | Mazie Hirono       |
| Indiana       | Richard Lugar        | Richard Mourdock (R) Joe Donnelly (D) Andrew Horning (U)                                    | Joe Donnelly       |
| Kalifornien   | Dianne Feinstein     | Dianne Feinstein (D) Elizabeth Emken (R)                                                    | Dianne Feinstein   |
| Maine         | Olympia Snowe        | Charles E. Summers, Jr. (R) Cynthia Dill (D) Andrew Ian Dodge (U) Angus King (U)            | Angus King         |
| Maryland      | Ben Cardin           | Ben Cardin (D) Rob Sobhani (I) Dan Bongino (R) Dean Ahmad (U)                               | Ben Cardin         |
| Massachusetts | Scott Brown          | Scott Brown (R) Elizabeth Warren (D) Bill Cimbrelo (U)                                      | Elizabeth Warren   |
| Michigan      | Debbie Stabenow      | Debbie Stabenow (D) Pete Hoekstra (R) Scotty Boman (U)                                      | Debbie Stabenow    |
| Minnesota     | Amy Klobuchar        | Amy Klobuchar (D) Kurt Bills (R)                                                            | Amy Klobuchar      |
| Mississippi   | Roger Wicker         | Roger Wicker (R) Albert N. Gore (D) Thomas Cramer (U) Shawn O’Hara (U)                      | Roger Wicker       |
| Missouri      | Claire McCaskill     | Claire McCaskill (D) Todd Akin (R) Jonathan Dine (U)                                        | Claire McCaskill   |
| Montana       | Jon Tester           | Jon Tester (D) Denny Rehberg (R) Dan Cox (U)                                                | Jon Tester         |
| Nebraska      | Ben Nelson           | Bob Kerrey (D) Deb Fischer (R) Russell Anderson (U)                                         | Deb Fischer        |
| Nevada        | Dean Heller          | Dean Heller (R) Shelley Berkley (D)                                                         | Dean Heller        |
| New Jersey    | Bob Menendez         | Bob Menendez (D) Joe Kyrillos (R) Ken Kaplan (U) Gavin Bard (U) Larry Donahue (U)           | Bob Menendez       |
| New Mexico    | Jeff Bingaman        | Martin Heinrich (D) Heather Wilson (R) Jon Barrie (U)                                       | Martin Heinrich    |
| New York      | Kirsten Gillibrand   | Kirsten Gillibrand (D) Wendy E. Long (R) Chris Edes (U) Colia Clark (U)                     | Kirsten Gillibrand |
| North Dakota  | Kent Conrad          | Heidi Heitkamp (D) Rick Berg (R)                                                            | Heidi Heitkamp     |
| Ohio          | Sherrod Brown        | Sherrod Brown (D) Josh Mandel (R) Joseph Rosario DeMare (U)                                 | Sherrod Brown      |
| Pennsylvania  | Bob Casey            | Bob Casey (D) Tom Smith (R) Rayburn Douglas Smith (U)                                       | Bob Casey          |
| Rhode Island  | Sheldon Whitehouse   | Sheldon Whitehouse (D) Barry Hinckley (R)                                                   | Sheldon Whitehouse |
| Tennessee     | Bob Corker           | Bob Corker (R) Mark Clayton (D) Shaun Crowell (U)                                           | Bob Corker         |
| Texas         | Kay Bailey Hutchison | Ted Cruz (R) Paul Sadler (D) John Jay Myers (U) Chris Tina Foxx Bruce (U) David Collins (U) | Ted Cruz           |
| Utah          | Orrin Hatch          | Orrin Hatch (R) Scott Howell (D)                                                            | Orrin Hatch        |
| Vermont       | Bernie Sanders       | John MacGovern (R) Bernie Sanders (U) Cris Ericson (U)                                      | Bernie Sanders     |
| Virginia      | Jim Webb             | Tim Kaine (D) George Allen (R) Hank the Cat (U)                                             | Tim Kaine          |
| Washington    | Maria Cantwell       | Maria Cantwell (D) Michael Baumgartner (R)                                                  | Maria Cantwell     |
| West Virginia | Joe Manchin          | Joe Manchin (D) John Raese (R)                                                              | Joe Manchin        |
| Wisconsin     | Herb Kohl            | Tammy Baldwin (D) Tommy Thompson (R)                                                        | Tammy Baldwin      |
| Wyoming       | John Barrasso        | John Barrasso (R) Tim Chesnut (D)                                                           | John Barrasso      |

Legende

(D): Demokratische Partei

(R): Republikanische Partei

(U): andere Partei oder Partei unabhängig

Quelle: 

## Die Staaten im Überblick

### Arizona

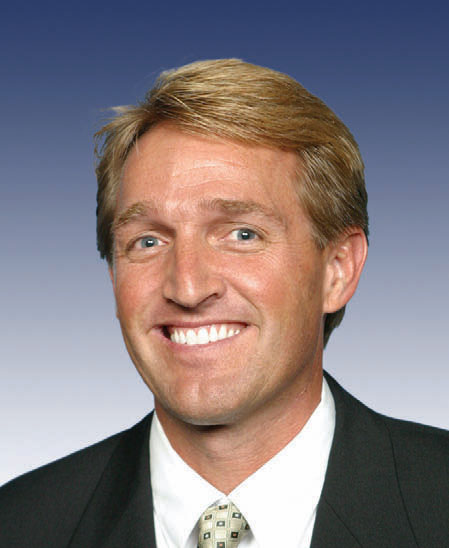
Jeff Flake

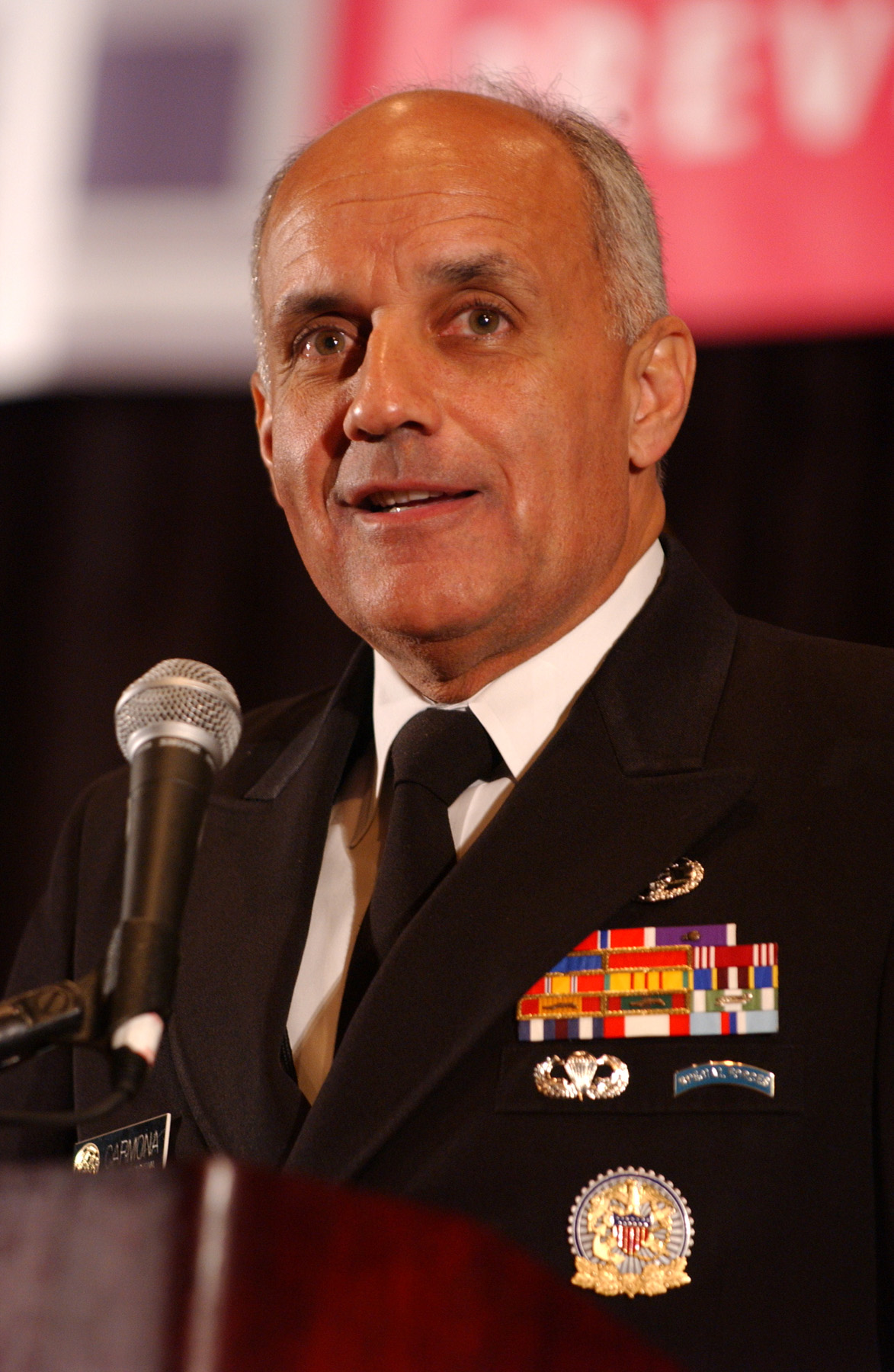
Richard Carmona

In Arizona trat der Republikaner Jon Kyl nach drei Amtsperioden nicht erneut an. Um den Sitz konkurrierten sein Parteifreund Jeff Flake, der Demokrat Richard Carmona und ein unabhängiger Kandidat. Jeff Flake konnte sich durchsetzen.

### Connecticut

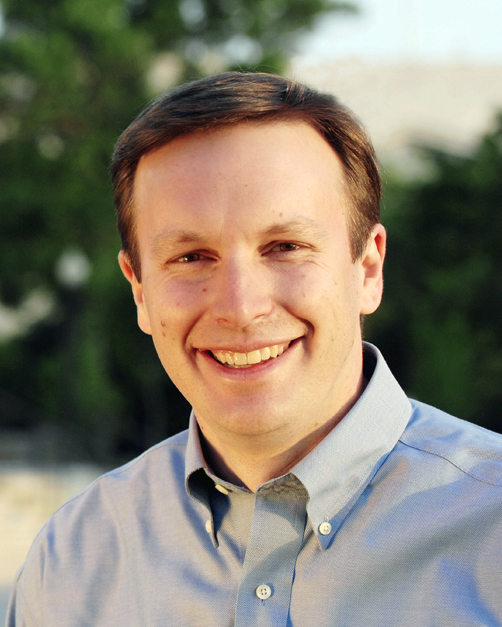
Chris Murphy

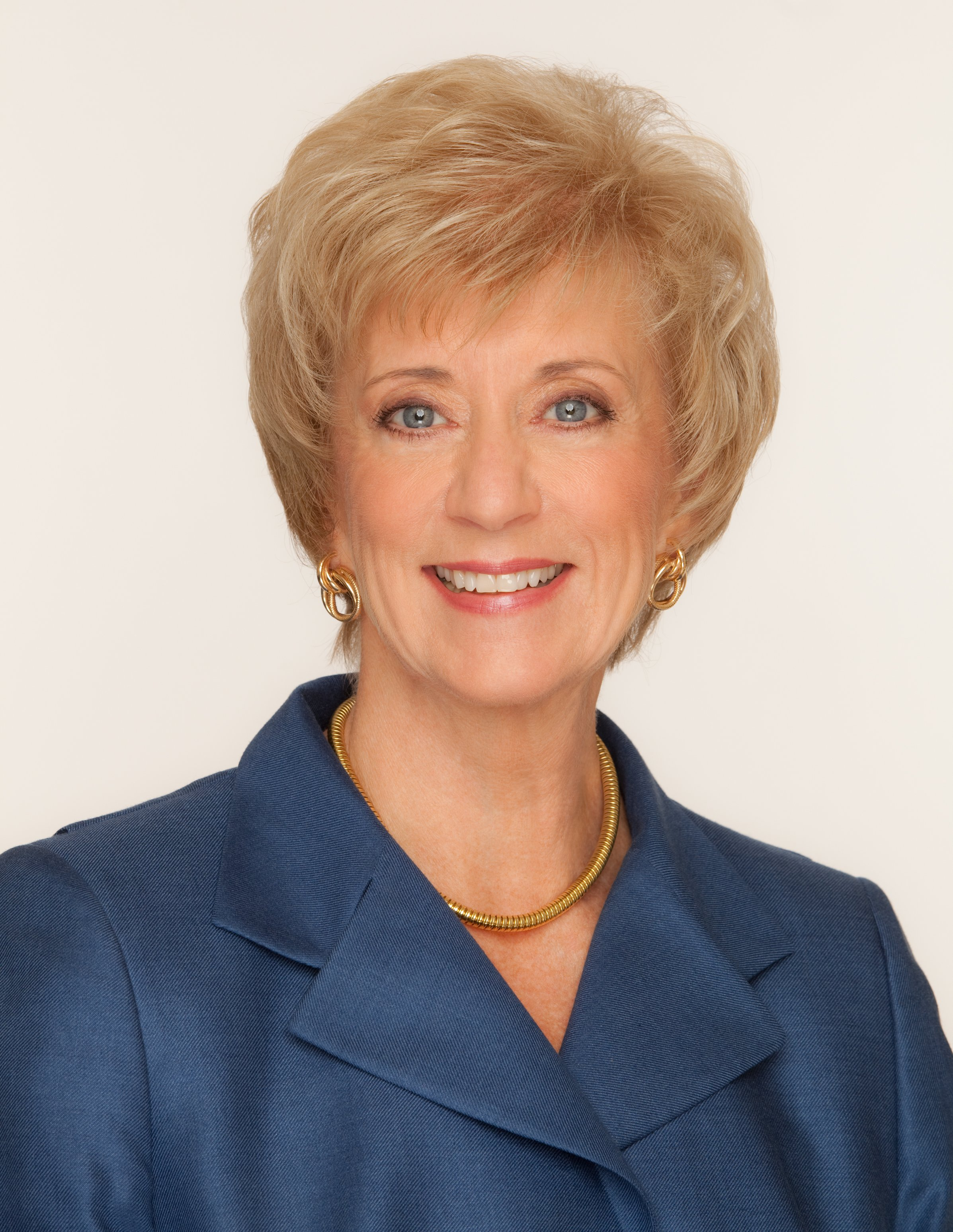
Linda McMahon

In Connecticut trat Joe Lieberman, der als unabhängiger Abgeordneter im Senat saß, nicht mehr an. Er hatte bereits vier Amtszeiten hinter sich und war früher als Demokrat angetreten. Um seine Nachfolge bewarben sich der  Demokrat Chris Murphy, der bisher im Repräsentantenhaus saß, und die Republikanerin Linda McMahon. Chris Murphy gewann die Wahl mit 55,1 % der Stimmen.

### Delaware

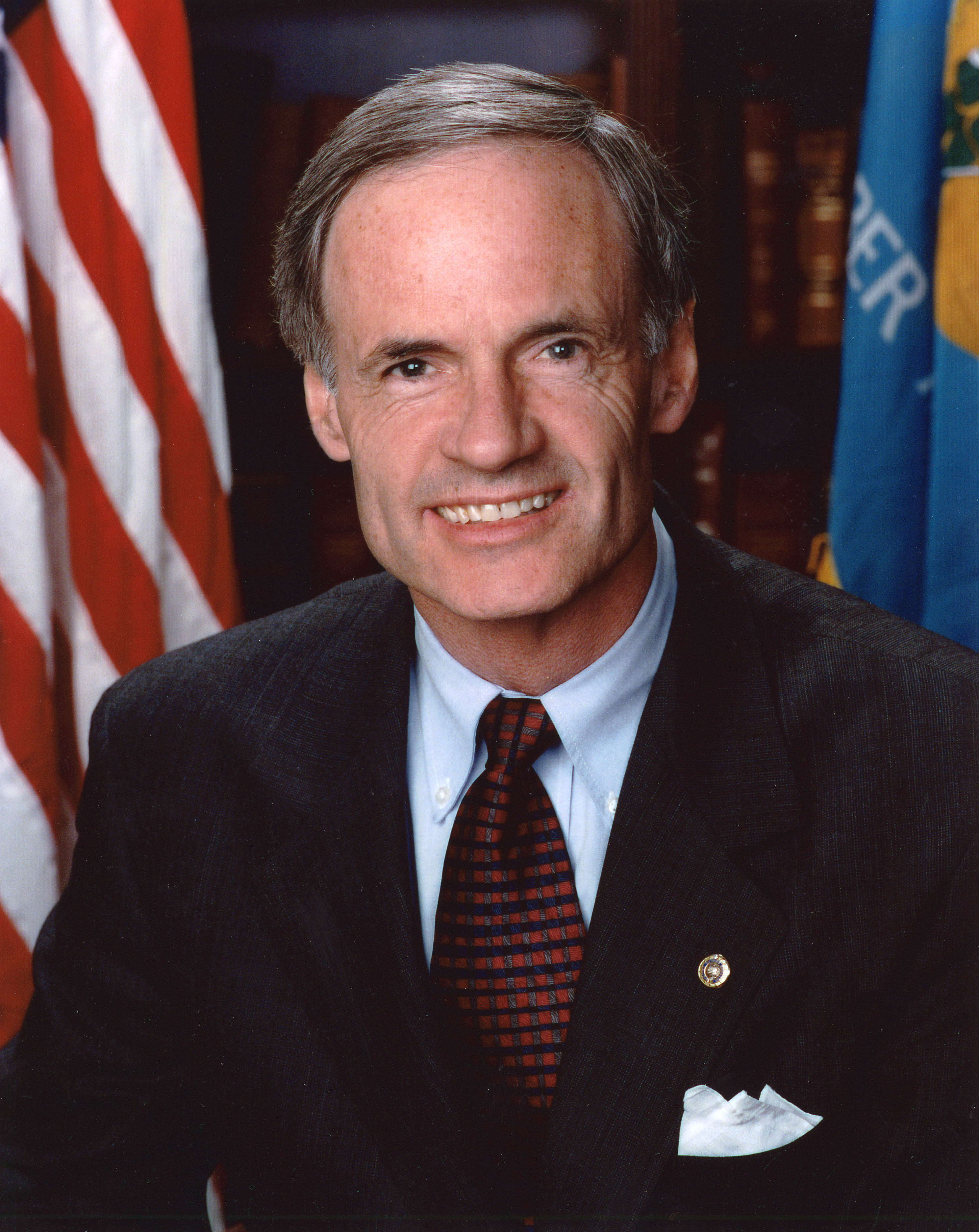
Tom Carper

In Delaware versuchte der Demokrat Tom Carper, seinen Sitz zu verteidigen. Er hatte bereits zwei Amtszeiten hinter sich. Gegen ihn traten der Republikaner Kevin Wade und der unabhängige Kandidat Alex Pires an. Tom Carper wurde wiedergewählt.

### Florida

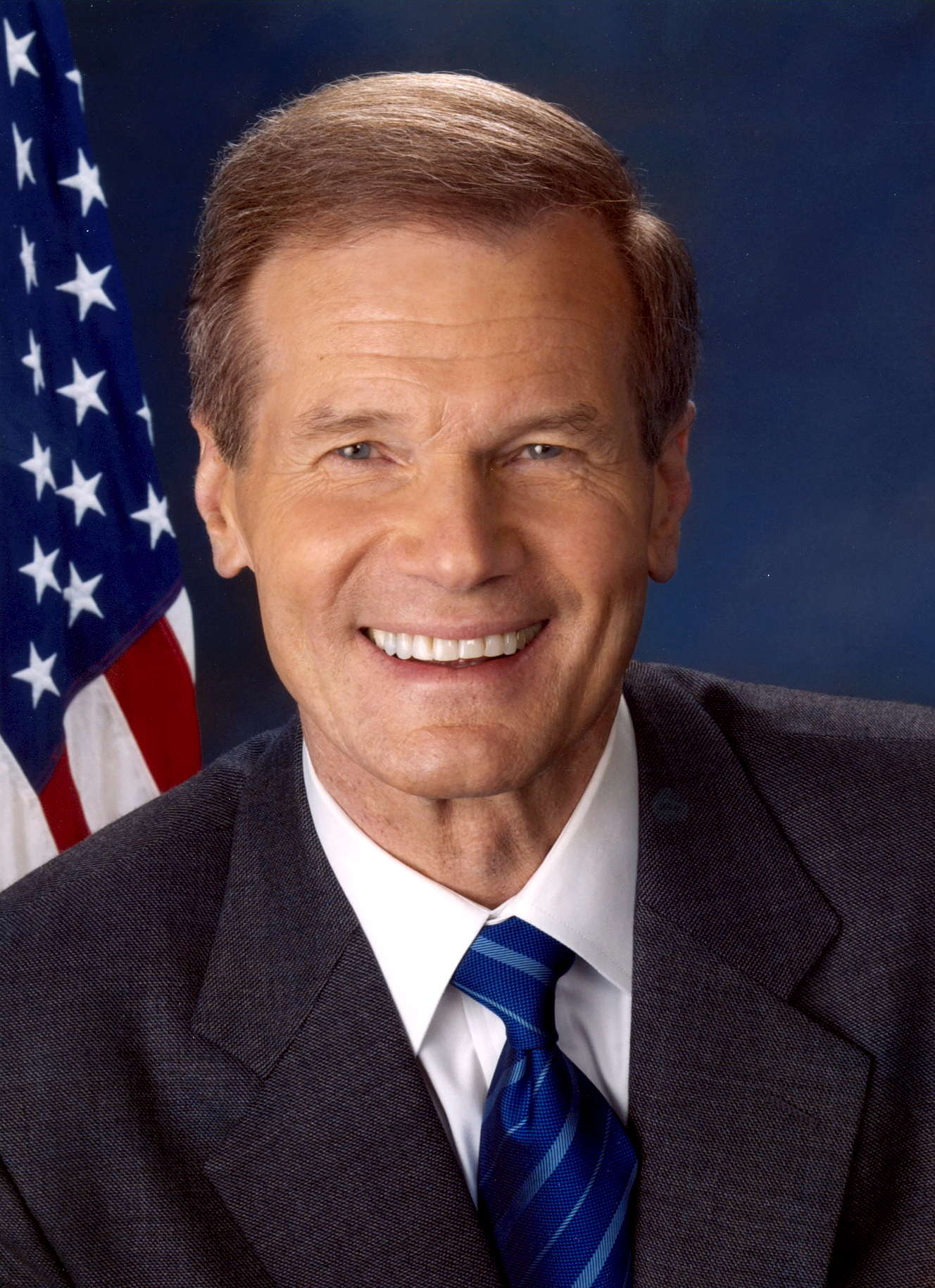
Bill Nelson

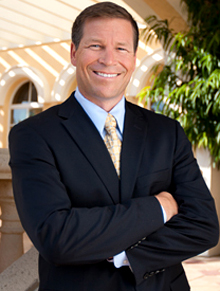
Connie Mack

In Florida versuchte der Demokrat Bill Nelson, seinen Sitz zu verteidigen. Er hatte bereits zwei Amtszeiten hinter sich. Gegen ihn traten der Republikaner Connie Mack sowie die unabhängigen Kandidaten Chris Borgia und Bill Gaylor an. Bill Nelson wurde wiedergewählt.

### Hawaii

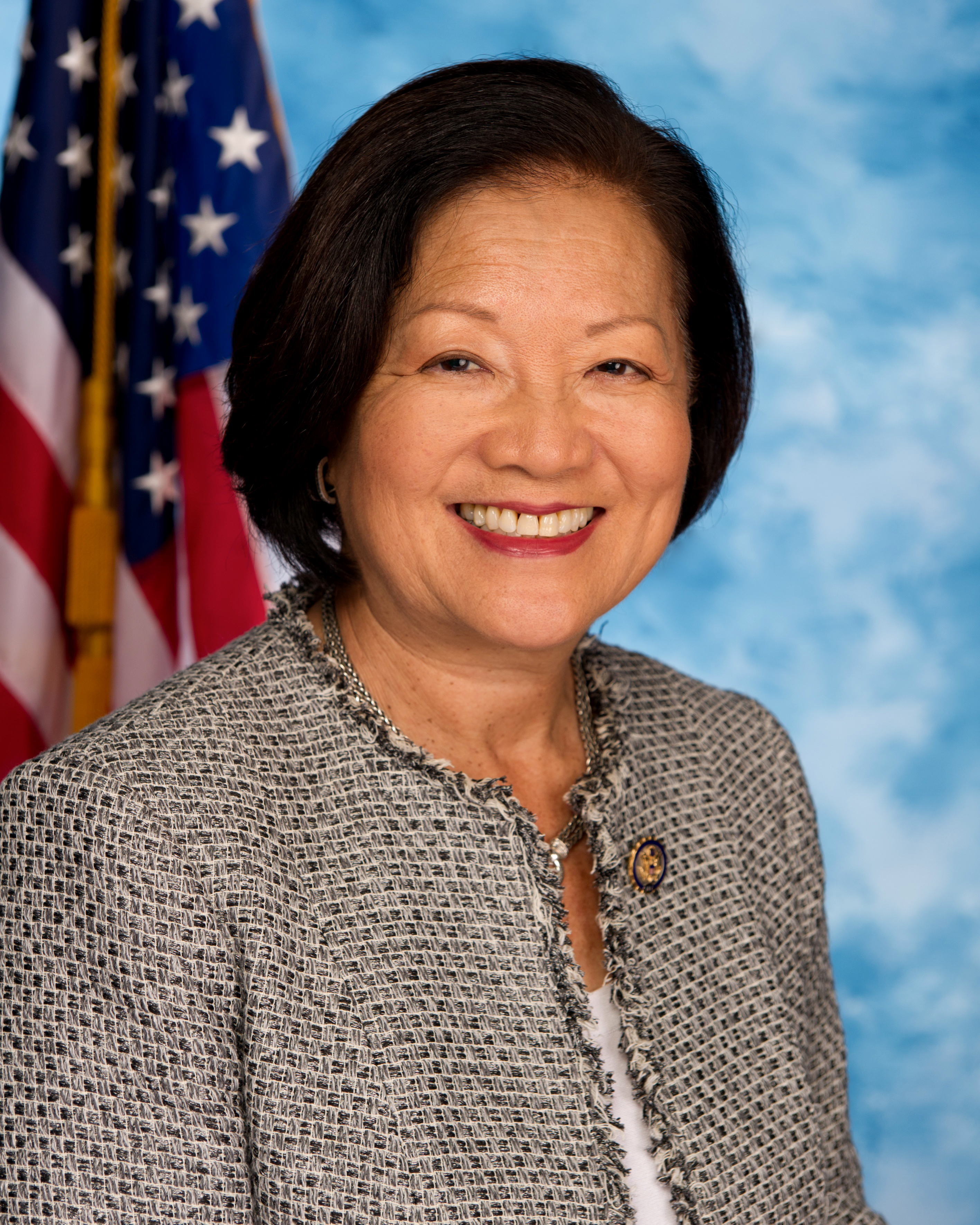
Mazie Hirono

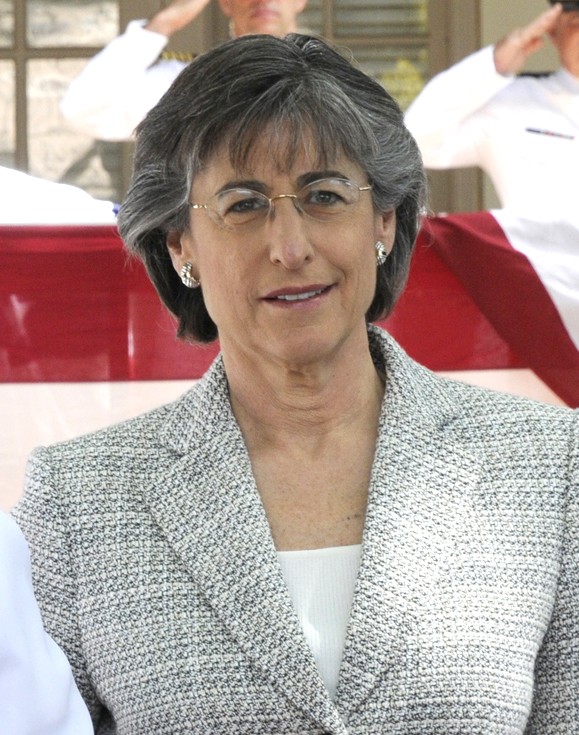
Linda Lingle

In Hawaii trat der Demokrat Daniel Akaka nicht wieder an. Er saß seit 1990 im Senat. Um seine Nachfolge bewarben sich die Demokratin Mazie Hirono und die Republikanerin Linda Lingle. Mazie Hirono gewann die Wahl.

### Indiana

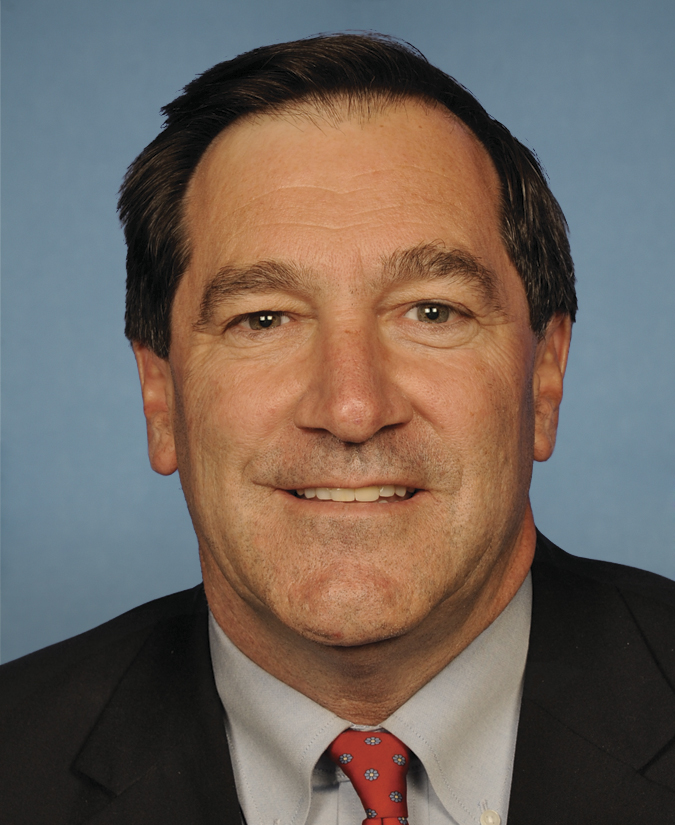
Joe Donnelly

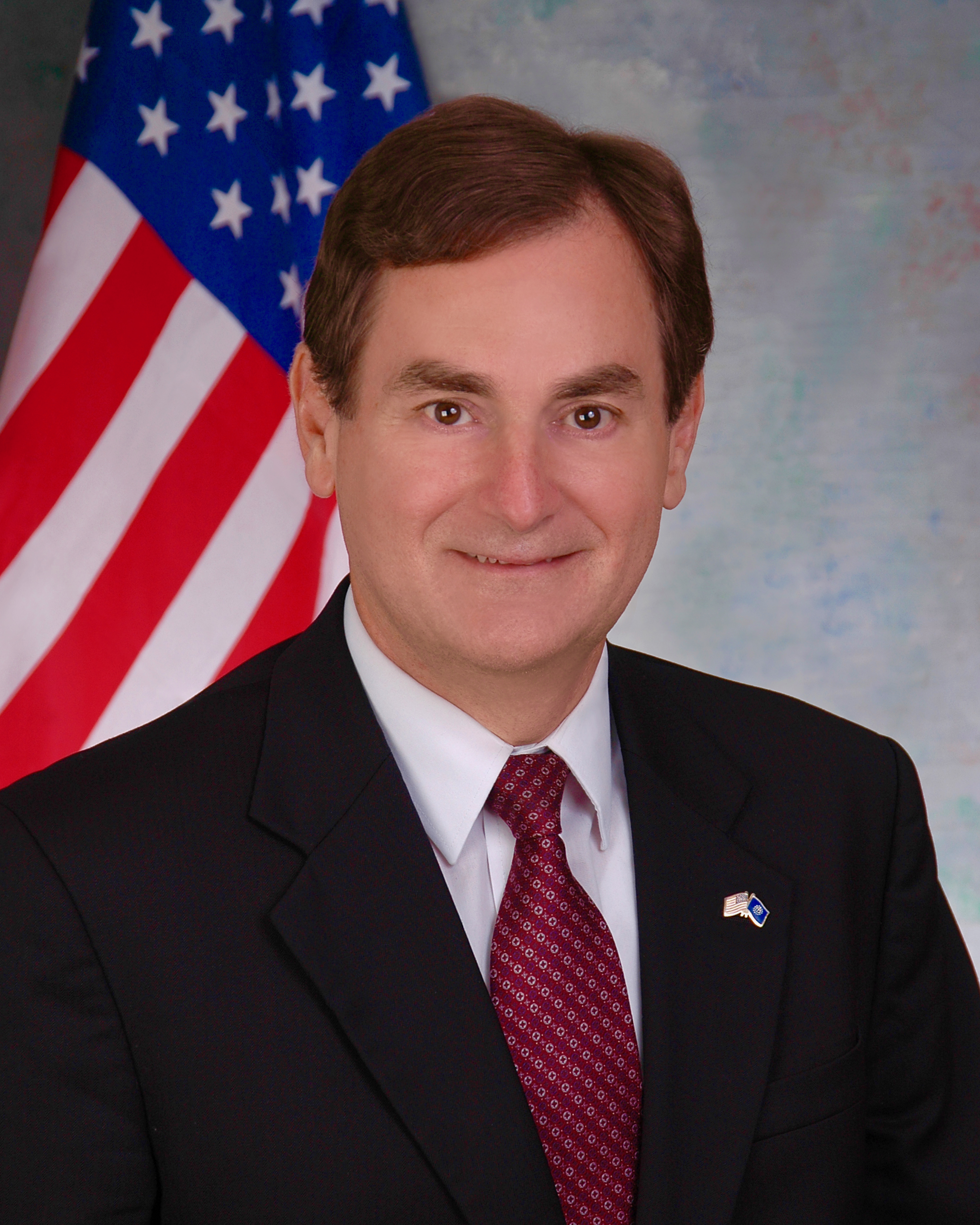
Richard Mourdock

In Indiana wurde der Republikaner Richard Lugar nicht mehr von seiner Partei nominiert. Er saß seit 1976 im Senat. Die Vorwahlen gegen ihn gewann Richard Mourdock, der sich allerdings nicht gegen den Demokraten Joe Donnelly durchsetzen konnte. Es fand somit ein Wechsel von den Republikanern zu den Demokraten statt.